# Кавказский комитет

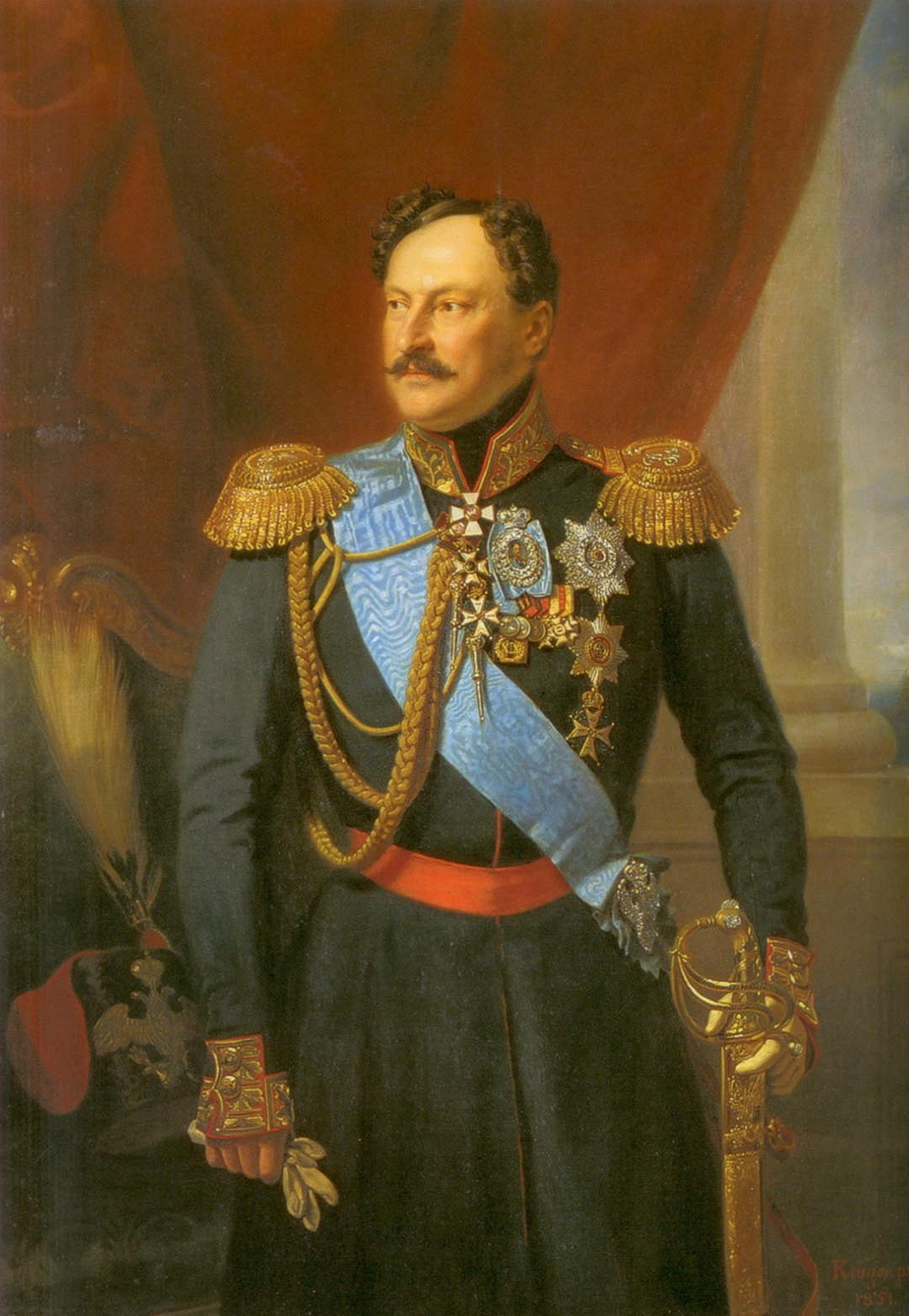
Председатель комитета граф Чернышёв

Кавказский комитет — особый междуведомственный орган, созданный в 1840 году царским правительством для разрешения вопросов, связанных с включением Кавказа в состав Российской империи.
Образован в 1840 году под председательством графа Александра Ивановича Чернышёва как особый временный орган в целях обеспечения успеха введения закона об административной реформе, утверждённого императором Николаем I 22 апреля (10 апреля) 1840 года под названием «Учреждение для управления Закавказским краем». 
С 1846 года функции Кавказского комитета значительно расширились. В Кавказский комитет поступали все дела по Закавказскому и Кавказскому краю, разрешение которых превышало власть кавказского наместника и министров. Не вносились дела судные и вопросы законодательные, равно как и сметы доходам и расходам по Кавказскому и Закавказскому краю. Таким образом, в Комитете сосредоточены были высшие исполнительные дела, требовавшие Высочайшего разрешения, причём всякий вопрос о распространении мер общих, проектируемых для всей империи, на Кавказское наместничество отделялся от общего дела и вносился в Кавказский комитет.
Кавказский комитет состоял из председателя департамента законов Государственного совета, министров: финансов, государственных имуществ, юстиции и внутренних дел и членов, назначаемых по особому Высочайшему усмотрению. Кавказский комитет сначала имел особого председателя, но с 1865 года в нём председательствовал председатель комитета министров, а в отсутствие его — старший член.
Все члены Кавказского комитета входили в состав Сибирского комитета, восстановленного Высочайшим указом от 17 апреля 1852 года.
Вслед за аналогичным Комитетом по делам Царства Польского в 1882 году после ликвидации Кавказского наместничества Кавказский комитет был упразднён.